# ౠ
Cette page contient des caractères spéciaux ou non latins. S’ils s’affichent mal (▯, ?, etc.), consultez la page d’aide Unicode.
ౠ, transcrit r̥̄, est une voyelle de l’alphasyllabaire télougou.

## Représentations informatiques
Ses caractères Unicode sont :
| formes       | représentations | chaînes de caractères | points de code | descriptions                             |
| ------------ | --------------- | --------------------- | -------------- | ---------------------------------------- |
| indépendante | ౠ               | ౠ                     | U+0C60         | lettre télougou rr vocalique             |
| dépendante   | ౄ                | ౄ                      | U+0C44         | diacritique voyelle télogou rr vocalique |